# Krzysztof Pawłowski (architekt)
Krzysztof Kazimierz Pawłowski (ur. 3 maja 1934 w Warszawie) – polski architekt, urbanista, profesor nauk technicznych, profesor zwyczajny Politechniki Łódzkiej, jeden z nestorów polskiej szkoły konserwacji zabytków, w 1999 generalny konserwator zabytków.

## Życiorys
W 1958 ukończył studia na Wydziale Architektury Politechniki Warszawskiej. W 1965 doktoryzował się, osiem lat później uzyskał stopień doktora habilitowanego. W 1982 otrzymał tytuł naukowy profesora. Specjalizuje się w zagadnieniach z zakresu historii urbanistyki i rewaloryzacji miejskich zespołów zabytkowych.
Pracował Zakładzie Teorii i Historii Architektury i Urbanistyki Polskiej Akademii Nauk, w Instytucie Historii Kultury Materialnej PAN oraz w Instytucie Planowania Przestrzennego macierzystej uczelni. W 2000 został profesorem zwyczajnym na Wydziale Budownictwa, Architektury i Inżynierii Środowiska Politechniki Łódzkiej. Był również dyrektorem Instytutu Architektury i Urbanistyki na tej uczelni.
W połowie lat 70. powołany na zastępcę generalnego konserwatora zabytków, w 1999 pełnił funkcję generalnego konserwatora zabytków (1999). Był też doradcą premiera Jerzego Buzka ds. dziedzictwa narodowego (1999–2001), a także prezesem polskiego komitetu ICOMOS (1993–2003). Jako ekspert współpracował z UNESCO w zakresie ochrony dziedzictwa narodowego w krajach europejskich, afrykańskich i azjatyckich. Wszedł w skład prezydium Komitetu Architektury i Urbanistyki PAN.

## Odznaczenia i wyróżnienia
- Krzyż Komandorski Orderu Odrodzenia Polski (2013)[6]
- Krzyż Kawalerski Orderu Odrodzenia Polski (2004)[7]
- Złoty Medal „Zasłużony Kulturze Gloria Artis” (2015)[8]
- Medal Komisji Edukacji Narodowej[9]
- Order Sztuki i Literatury[9]
- Medal SARP Bene Merentibus (2022)[10]
- Nagroda im. prof. Aleksandra Gieysztora (2006)[2]
- Nagroda Jože Plečnika (2022)[11]
- Doroczna Nagroda Ministra Kultury i Dziedzictwa Narodowego w kategorii „ochrona dziedzictwa kulturowego” (2022)[12]